# Seattle SuperSonics 1982-1983
La stagione 1982-83 dei Seattle SuperSonics fu la 16ª nella NBA per la franchigia.
I Seattle SuperSonics arrivarono terzi nella Pacific Division della Western Conference con un record di 48-34. Nei play-off persero al primo turno con i Portland Trail Blazers (2-0).

## Roster
| N° | Naz.                   | Ruolo | Sportivo        | Anno | Alt. | Peso |
| -- | ---------------------- | ----- | --------------- | ---- | ---- | ---- |
|    | Stati Uniti (bandiera) | AC    | Lonnie Shelton  | 1955 | 203  | 109  |
| 1  | Stati Uniti (bandiera) | G     | Gus Williams    | 1953 | 188  | 79   |
| 3  | Stati Uniti (bandiera) | A     | Greg Kelser     | 1957 | 201  | 86   |
| 10 | Stati Uniti (bandiera) | AC    | Steve Hawes     | 1950 | 206  | 100  |
| 20 | Stati Uniti (bandiera) | G     | Phil Smith      | 1952 | 193  | 84   |
| 22 | Stati Uniti (bandiera) | A     | John Greig      | 1961 | 201  | 98   |
| 23 | Stati Uniti (bandiera) | A     | Danny Vranes    | 1958 | 201  | 95   |
| 30 | Stati Uniti (bandiera) | G     | Mark Radford    | 1959 | 191  | 86   |
| 32 | Stati Uniti (bandiera) | G     | Fred Brown      | 1948 | 191  | 83   |
| 33 | Stati Uniti (bandiera) | A     | Ray Tolbert     | 1958 | 206  | 102  |
| 40 | Stati Uniti (bandiera) | C     | James Donaldson | 1957 | 218  | 125  |
| 43 | Stati Uniti (bandiera) | AC    | Jack Sikma      | 1955 | 211  | 104  |
| 44 | Stati Uniti (bandiera) | GA    | David Thompson  | 1954 | 193  | 88   |

## Staff tecnico
- Allenatore: Lenny Wilkens
- Vice-allenatore: Les Habegger
- Vice-allenatore/scout: Dave Harshman